# Гашербрум II
Гашербрум II (також К4) — гора на кордоні Китаю і Пакистану у гірському масиві Гашербрум, що входить до складу хребта Каракорум; тринадцята за висотою вершина світу (8035 м). Гора розташована у верхів'ї льодовика Балторо, поруч із вершиною Хідден-пік.
Перше сходження на вершину здійснили австрійці Фріц Моравек, Ганс Вілленпарт і Зепп Ларх.

## Історія сходжень
- 1956 — перше сходження австрійською експедицією.
- 1975 — чотири сходження, зокрема перша жіноча експедиція з Польщі під керівництвом Ванди Руткевич.
- 1979 — шосте і сьоме сходження чилійською і німецькою експедиціями.
- 1982 — Райнгольд Месснер із пакистанцями, Набіром Сабіром і Шер Каном.
- 1983 — сходження польськими альпіністами по східному схилу.
- 1984 — Месснер і Ганс Каммерландер підкоряють Гашербрум I і Гашербрум II під час однієї спроби без повернення на базу.